# Ban Tammaleuy Nua
Ban Tammaleuy Nua – wieś położona w południowo-wschodnim Laosie, w prowincji Attapu, w dystrykcie Samakkhixay.